# The Courage of the Commonplace
The Courage of the Commonplace è un cortometraggio muto del 1913 diretto da Rollin S. Sturgeon.

## Trama
La vita difficile di una famiglia di agricoltori che vive poveramente. La figlia più grande è un grande aiuto in casa, dove lava, pulisce, alleva i fratellini. La sorella minore, corteggiata da un ammiratore, è più frivola e pensa a divertirsi. La maggiore vorrebbe riprendere gli studi ma il cavallo da lavoro della fattoria muore e suo padre non ha i soldi per comprarne uno nuovo. La ragazza allora sacrifica il denaro destinato ai suoi studi per darlo al padre, che così potrà avere un altro animale che lo aiuterà ad arare la terra, sfamando così la famiglia.

## Produzione
Il film fu prodotto dalla Vitagraph Company of America.

## Distribuzione
Distribuito dalla General Film Company, il film - un cortometraggio in una bobina - uscì nelle sale cinematografiche statunitensi il 1º agosto 1913.